# Partit Comunista Bretó
El Partit Comunista Bretó (bretó Strollad Kommunaur Breizh) ha estat un partit nacionalista bretó d'orientació maoista-guevarista creat el gener del 1971 per antics militants de l'UDB.
Editava el diari Bretagne Révolutionnaire, pretenia desbordar l'UDB i fer néixer un autèntic moviment revolucionari. Era força crític amb el reformisme socialdemòcrata i volia promoure a través de les lluites socials el lligam entre l'esquerra revolucionària i la lluita nacional bretona. Desaparegué a finals dels anys 70.

## Membres
- Kristian Hamon, Yann-Morvan Gefflot